# Paralacydes atripes
Paralacydes atripes är en fjärilsart som beskrevs av George Francis Hampson 1909. Paralacydes atripes ingår i släktet Paralacydes och familjen björnspinnare. Inga underarter finns listade i Catalogue of Life.